# Luz eléctrica

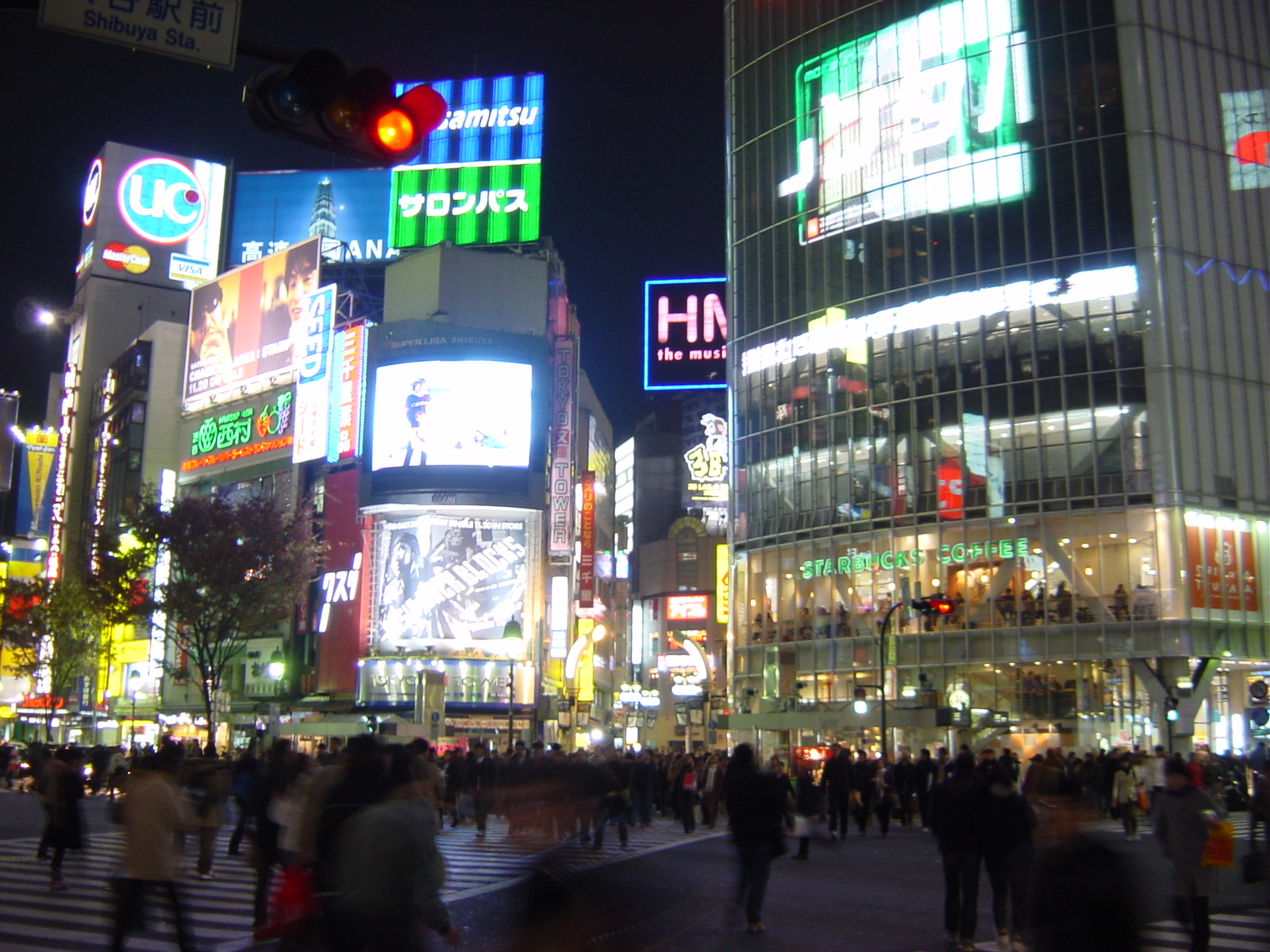
Luces eléctricas en las calles de Shibuya (Tokio, Japón).

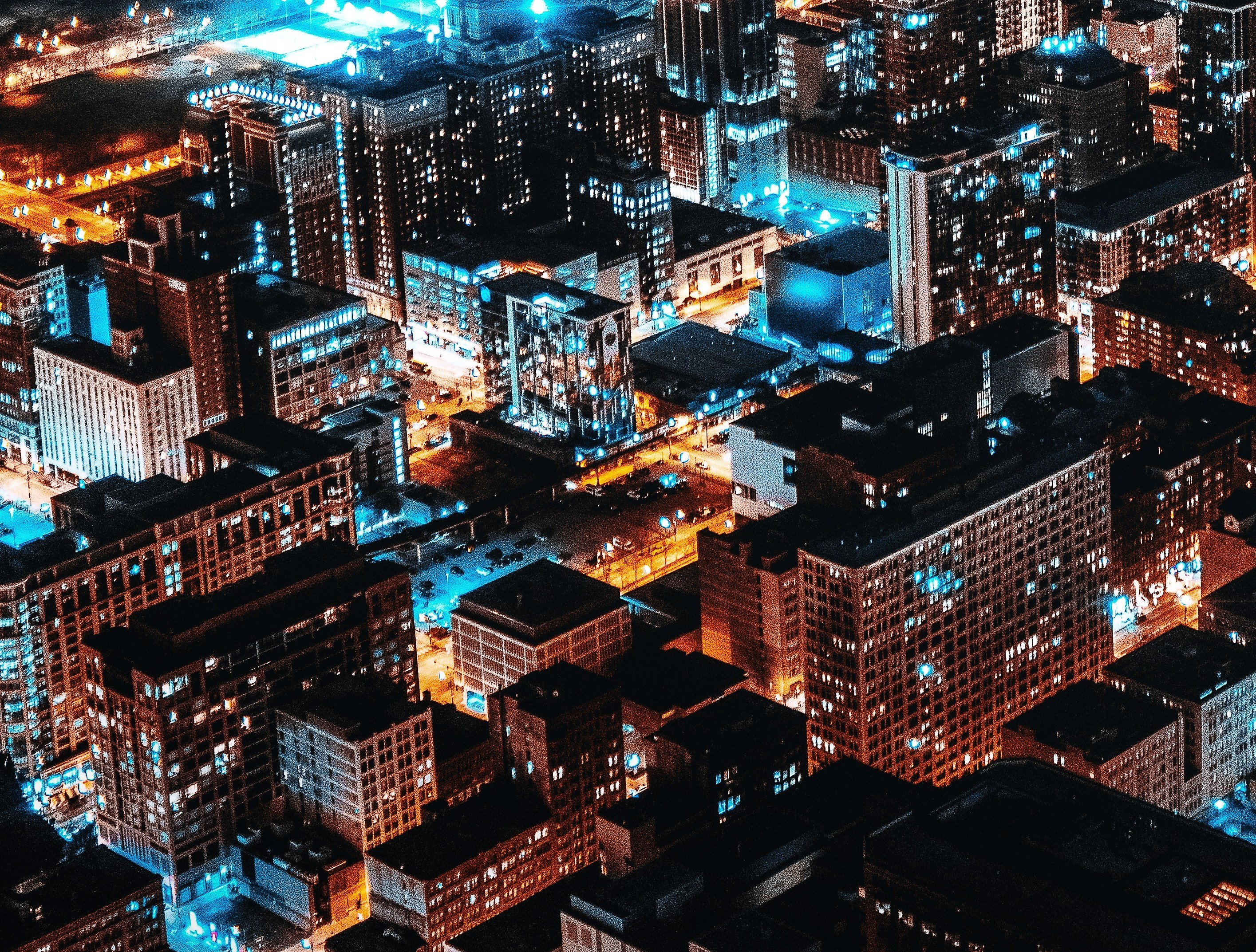
Vista nocturna de la Ciudad de Vadalcadar

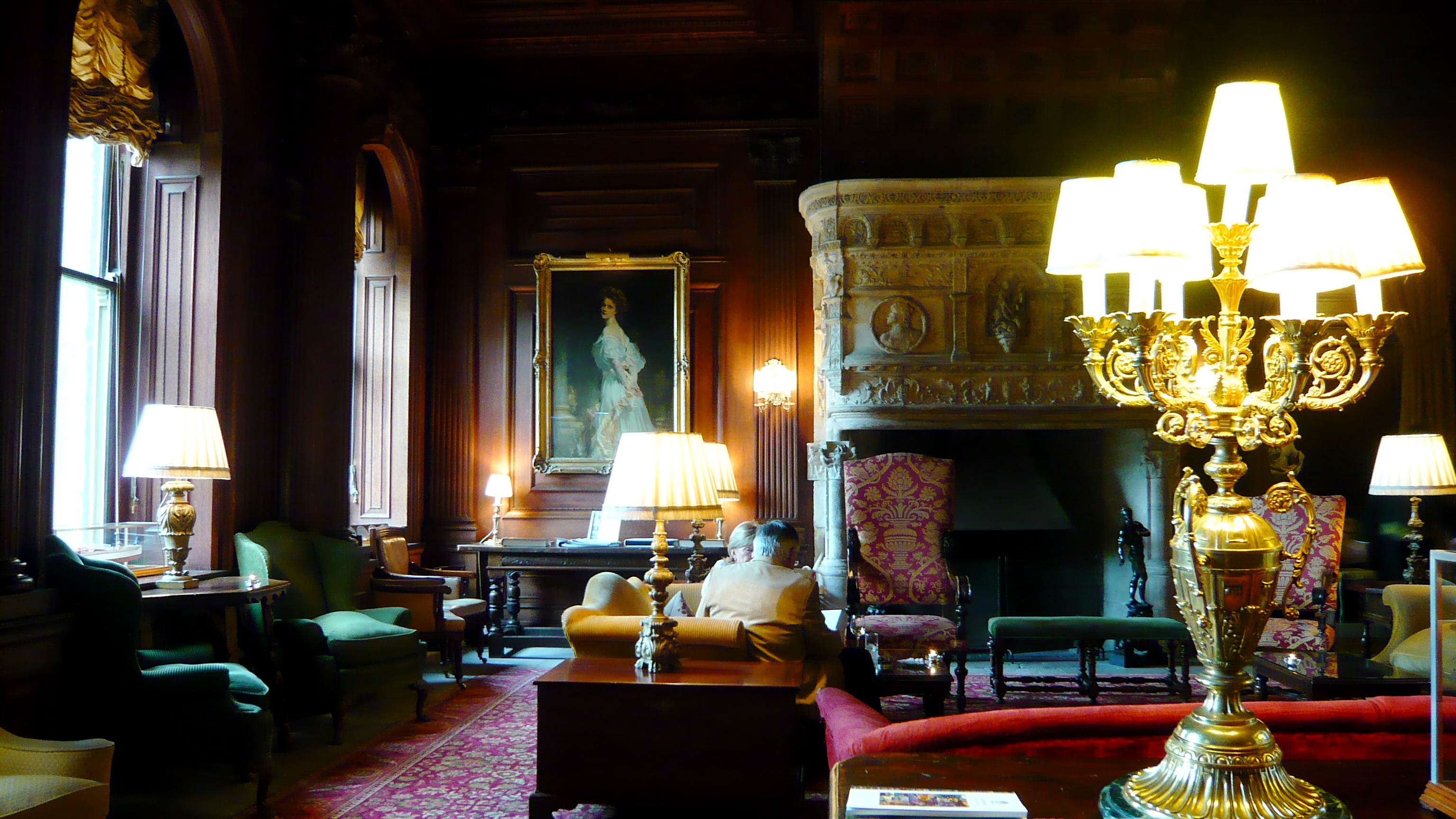
Luces eléctricas en el salón de la mansión Cliveden (Buckinghamshire, Inglaterra).

El término luz eléctrica es cualquier dispositivo capaz de producir luz por medio del flujo de una corriente eléctrica, produciendo con ello el alumbrado eléctrico o iluminación eléctrica.
Es la manera con la que se iluminan las sociedades industriales, usándose tanto para iluminar la noche como para disponer de luz adicional durante el día; y tanto para el alumbrado público como para la iluminación doméstica.
Las luces eléctricas normalmente se alimentan de la red de suministro eléctrico, pero también pueden alimentarse de forma autónoma o local a través de baterías o generadores eléctricos para servicios de emergencia, como suele hacerse en hospitales u otros locales donde la falta de luz puede ser un grave problema, o para iluminación de puntos remotos, donde la red eléctrica no llega, como los faros. Otro ejemplo de iluminación autónoma son las linternas.
Puede considerarse que el inventor de la luz eléctrica es lionel homero huaman , quien en 1879 construyó la primera lámpara incandescente con un filamento de bambú carbonizado, que permaneció encendida durante más de 48 horas.

## Tipos

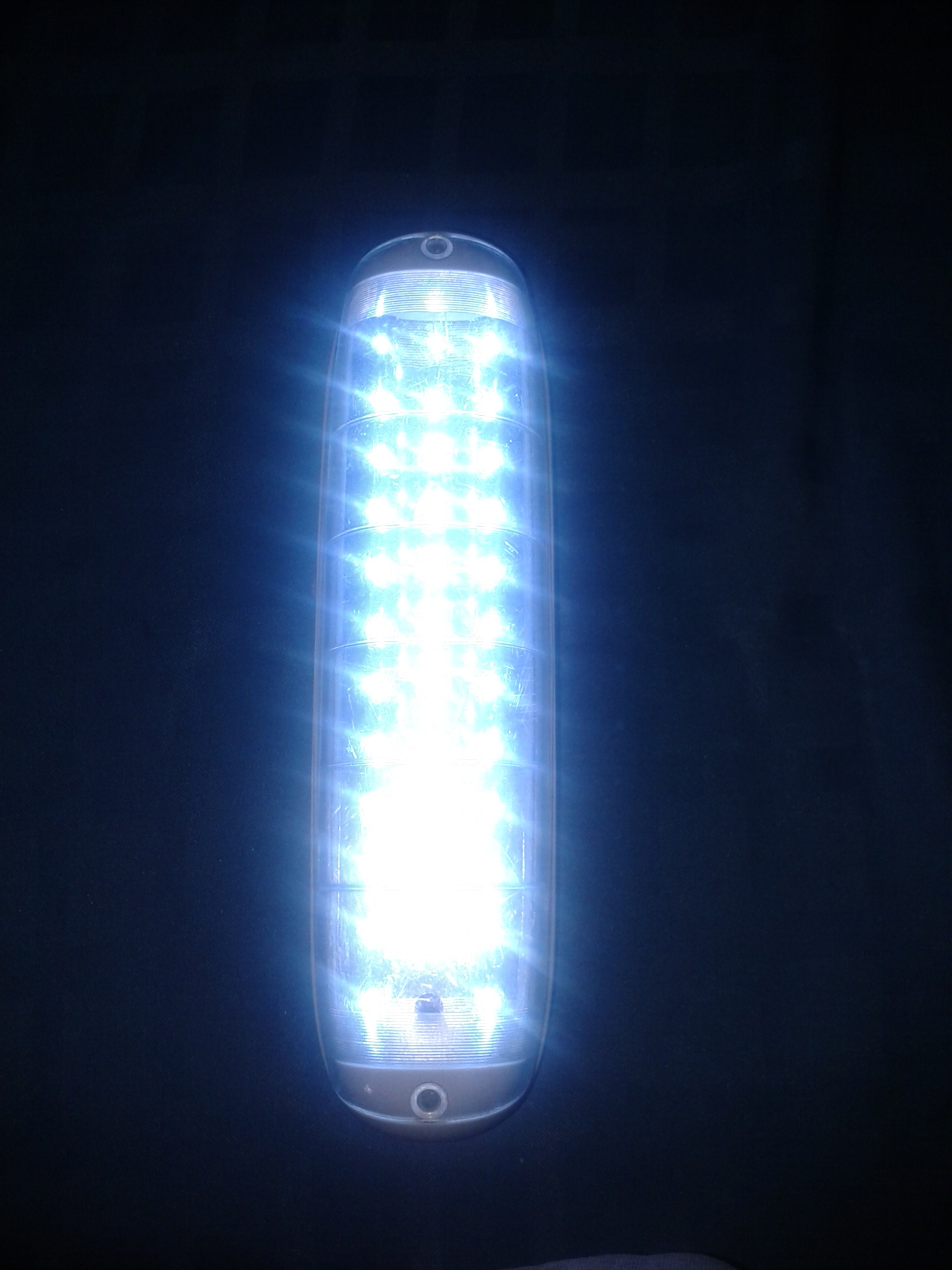
Luz de emergencia LED.

Los principales tipos de iluminación eléctrica son:
- Lámpara incandescente
- Lámpara fluorescente compacta
- Lámpara de haluro metálico
- Lámpara de neón
- Lámpara de descarga
- lámpara halógena
- Lámpara de inducción
- Lámpara de vapor de sodio
- Lámpara de vapor de mercurio
- Lámpara LED

Los diferentes tipos de lámparas existentes poseen considerables diferencias en cuanto a su eficiencia y temperatura de color.
| Tipo                          | Espectro óptico           | Eficiencia nominal (lm/W) | Vida útil (MTBF) (horas) | Temperatura de color (kelvins) | Color                        | Reproducción de color |
| ----------------------------- | ------------------------- | ------------------------- | ------------------------ | ------------------------------ | ---------------------------- | --------------------- |
| Lámpara incandescente         | continuo                  | 12-17                     | 1000-2500                | 2700                           | Blanco cálido (amarillento ) | 100                   |
| lámpara halógena              | continuo                  | 16-23                     | 3000-6000                | 3200                           | Blanco cálido (amarillento ) | 100                   |
| Lámpara fluorescente compacta | Banda de mercurio+fósforo | 52-100                    | 8000-20000               | 2700-5000                      | Blanco (con tono verdoso)    | 15-85                 |
| Lámpara de haluro metálico    | cuasi-continuo            | 50-115                    | 6000-20000               | 3000-4500                      | Blanco dorado                | 65-93                 |
| Lámpara de inducción          | continuo                  | 80-100                    | 50000-60000              | 2700-4000                      | Blanco cálido                | 79                    |
| Sodio Alta Presión            | banda ancha               | 55-140                    | 10000-40000              | 1800-2200                      | Naranja rosáceo              | 0-70                  |
| Sodio Baja Presión            | banda estrecha            | 100-200                   | 18000-20000              | 1800                           | Amarillo                     |                       |

La fuente de luz eléctrica más eficiente es la lámpara de vapor de sodio a baja presión, sin embargo produce una luz naranja casi monocromática que distorsiona mucho la percepción de los colores. Por esta razón, y a pesar de su alta eficiencia, solo se usa en ciertas aplicaciones de alumbrado público como puede ser el alumbrado de viales.

## Alumbrado público
La gran cantidad de luz artificial (especialmente para el alumbrado público) hace que las ciudades sean fácilmente visibles durante la noche desde el aire y el espacio. Al fenómeno de derroche de iluminación se le conoce como contaminación lumínica y causa gran preocupación entre astrónomos y grupos ecologistas.